# Komarna vas
Komarna vas – wieś w Słowenii, w gminie Semič. W 2018 roku liczyła 5 mieszkańców.